# Armin Ayren
Armin Ayren (* 7. März 1934 in Friedrichshafen am Bodensee; † 6. Mai 2024; gebürtig Armin Ayrenschmalz) war ein deutscher Schriftsteller, der auch unter den Pseudonymen Hermann Schiefer und Meister Konrad veröffentlicht hat. 

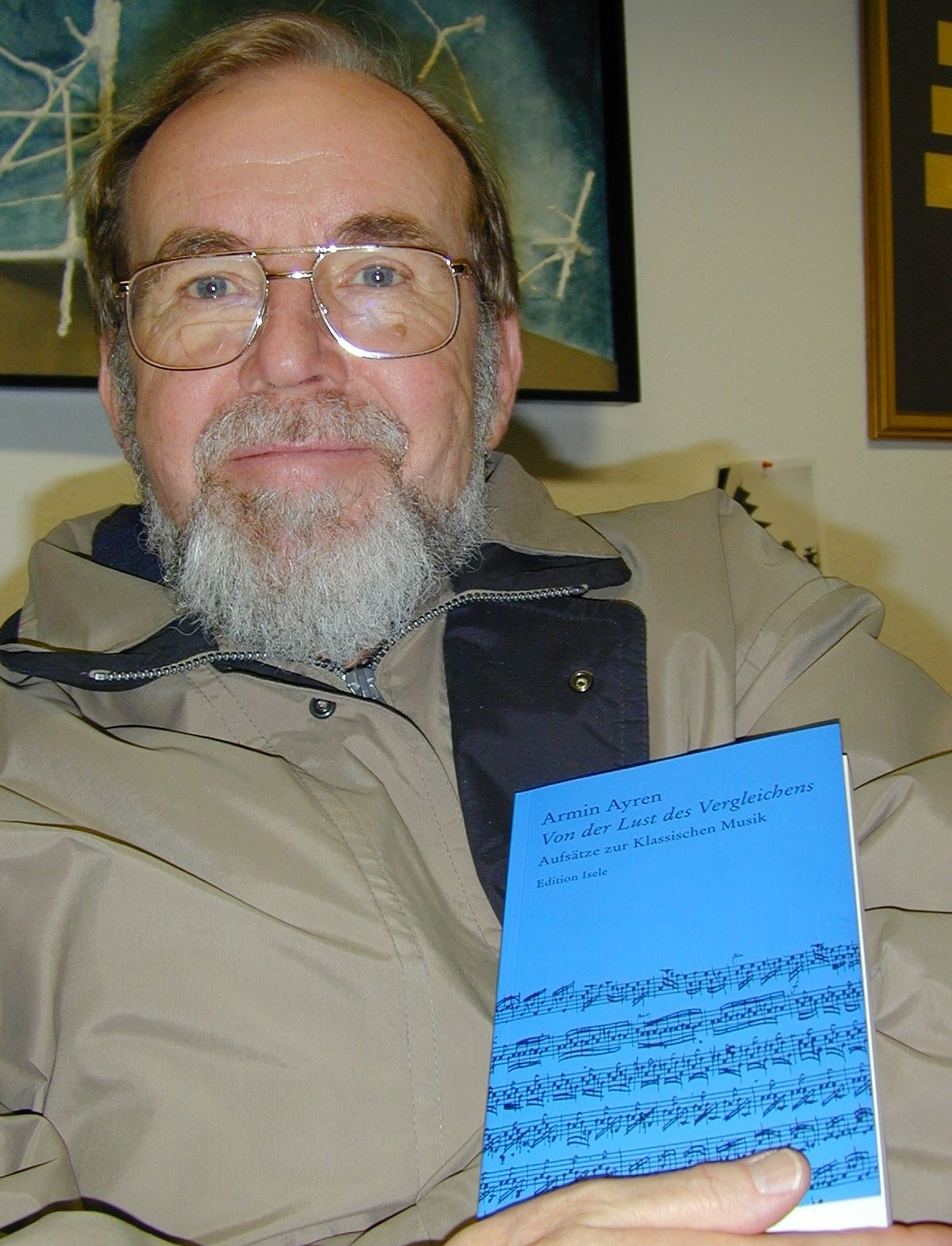
Der Schriftsteller Armin Ayren

## Leben
Ayren besuchte Gymnasien in Oberschwaben und Esslingen am Neckar und studierte Germanistik, Romanistik, Kunstgeschichte und Philosophie an den Universitäten Tübingen, Paris und München. 1961 schloss er mit dem Staatsexamen ab und promovierte danach in Tübingen mit der Dissertation Zum Begriff des Abenteuerromans. Eine gattungstheoretische Untersuchung.
Nach den Studien wirkte er als Lektor des Deutschen Akademischen Austauschdienstes an den Universitäten Aix-en-Provence, Toulouse, Mailand und Nizza, ehe er 1971 für kurze Zeit Kulturreferent in Biberach an der Riß wurde und danach als Lehrer an das Wirtschaftsgymnasium in Waldshut/Hochrhein wechselte, wo er Deutsch und Französisch unterrichtete, bis er 1993 in Pension ging. 
Ayren war in erster Ehe mit der aus Aix stammenden Französin Martine Dupont verheiratet, ab 1987 mit der in Karlsruhe geborenen Schriftstellerin Eva Berberich, die sich mit Katzengeschichten und Katzenkrimis eine eigene Fangemeinde aufgebaut hat.
Ayren war Mitglied im PEN-Zentrum Deutschland. Er schrieb Romane, Erzählungen, Hörspiele, Feuilletons, Essays und Literaturkritiken, die er u. a. in der Stuttgarter Zeitung und der FAZ veröffentlichte. Seine Hörspiele wurden seit 1985 im WDR, SWF, SDR und dem ORF gesendet. Am 6. Mai 2024 starb Armin Ayren im Alter von 90 Jahren.

## Werke
- 1968 Der Brandstifter und andere Abweichungen. ISBN 3552020012
- 1980 Der Mann im Kamin. ISBN 3-548-26073-X
- 1982 Buhl oder Der Konjunktiv. ISBN 3-8052-0364-0
- 1985 Der flambierte Säugling. ISBN 3-442-06827-4
- 1985 Das Blaue vom Ei. ISBN 3-89151-020-9
- 1989 Der Baden-Badener Fenstersturz. ISBN 3-522-70580-7
- 1990 Die Trommeln von Mekka. ISBN 3-7650-8081-0
- 1992 Über den Konjunktiv. ISBN 3-925016-92-9
- 1997 Ein Mann, eine Frau (mit Eva Berberich). ISBN 3-926023-64-3
- 2002 Von der Lust des Vergleichens. ISBN 3-86142-266-2
- 2004 Der Sautrog
- 2005 Die Leiter zu den Sternen. ISBN 3-86142-335-9
- 2008 Der Reiter im Vorgebirge. Erzählungen. ISBN 3-9337-6541-2

### UnterHermann Schiefer
- 1967 Wer abschreibt, kriegt 'ne 5! ISBN 3499115263 (Illustrationen von Kurt Halbritter)
- 1972 Die Kunst, Lehrer zu ärgern. ISBN 3499114720 (Illustrationen von Kurt Halbritter)

### UnterMeister Konrad
- 1987 Der Nibelungenroman. ISBN 3891510462

## Auszeichnungen
- 1967 Georg-Mackensen-Literaturpreis